# 早川義夫
早川 義夫（はやかわ よしお、1947年12月15日 - ）は、日本のシンガーソングライター、著述家。1960年代後半にロックバンド、ジャックスのメンバーとして活動。解散後はソロとして活動を継続している。東京都千代田区出身。和光学園高校卒業、和光大学中退。血液型はB型。

## 来歴
中学時代、日劇ウエスタンカーニバルで尾藤イサオのステージ（演奏：ジャッキー吉川とブルーコメッツ）を見て、ロックに目覚める。
1965年、高校時代に同級生2人と「ナイチンゲイル」というバンドを結成。この頃、メジャーデビュー前のザ・スパイダースを見て、刺激を受ける。大学進学後、バンド名をジャックスと改め、ライブ活動を始める。1967年にメンバーが交替し、早川義夫、木田高介、水橋春夫、谷野ひとしの4人編成となる。デビュー・アルバムは『ジャックスの世界』。ジャックスはこのデビュー・アルバムとセカンド・アルバム『ジャックスの奇蹟』を残して解散する。当時、商業的に大きな成功を収めることはなかったが、彼らのジャズに影響を受けたオリジナルな音楽性、そして早川の狂気を秘めた歌声と異様で繊細な歌詞は、後に日本のパンク・ロック等のさきがけとして高い評価を受けるようになる。岡林信康、甲斐よしひろ、遠藤ミチロウ、桑田佳祐、佐久間正英など多くのアーティストにリスペクトされている。
ジャックス解散後、URCレコードのディレクターの傍ら、ソロ・アルバム『かっこいいことはなんてかっこ悪いんだろう』を発表する。このアルバムにも収められている「サルビアの花」は後に多くのミュージシャンによってカバーされ、スタンダード・ナンバーとなる。ディレクターとしては岡林信康、加川良らを担当したが、次第に音楽の仕事から離れ、1972年には川崎市中原区に早川書店を開店。1982年には『ぼくは本屋のおやじさん』を出版しているが、1994年に『この世で一番キレイなもの』で復帰するまでの23年間にわたって音楽活動を休止していた。なお書店は1995年に閉店。
2003年、佐久間とCes Chiensを結成。佐久間は、デビュー前のジャックスショウを観て衝撃を受けたという。2014年、佐久間が逝去。以降も音楽活動を続けたが、2018年5月、鎌倉歐林洞でのライブを最後に再び活動を休止する。
2019年3月、公式サイトで妻・静代の逝去を報告。2020年に出版した『女ともだち ――靜代に捧ぐ』で、妻の闘病生活が音楽活動再休止の理由だと記している。

## 音楽作品
ジャックス時代の作品はジャックス_(バンド)#ディスコグラフィを参照

### シングル
| #                | 発売日           | No.              | タイトル         | 作詞             | 作曲             | 編曲             | 規格             | 規格品番         | 備考                               |
| クロヤマレコード | クロヤマレコード | クロヤマレコード | クロヤマレコード | クロヤマレコード | クロヤマレコード | クロヤマレコード | クロヤマレコード | クロヤマレコード | クロヤマレコード                   |
| ---------------- | ---------------- | ---------------- | ---------------- | ---------------- | ---------------- | ---------------- | ---------------- | ---------------- | ---------------------------------- |
| 1st              | 1986年2月2日     | 1                | 前口上           | 柏倉秀美         | 早川義夫         |                  | EP               | LM-0650          | 五つの赤い風船リサイタルでの演奏。 |
| 1st              | 1986年2月2日     | 2                | からっぽの世界   | 早川義夫         | 早川義夫         |                  | EP               | LM-0650          | ジャックスショウでの演奏。         |
| Sony Records     |                  |                  |                  |                  |                  |                  |                  |                  |                                    |
| 2nd              | 1994年9月21日    | 1                | 君のために       | 早川義夫         | 早川義夫         |                  | 8cmCD            | SRDL-3914        |                                    |
| 2nd              | 1994年9月21日    | 2                | サルビアの花     | 相沢靖子         | 早川義夫         |                  | 8cmCD            | SRDL-3914        |                                    |
| 3rd              | 1997年8月21日    | 1                | アメンボの歌     | 桑田佳祐         | 桑田佳祐         | 桑田佳祐         | 8cmCD            | SRCL-4037        |                                    |
| 3rd              | 1997年8月21日    | 2                | 嵐のキッス       | 早川義夫         | 早川義夫         | 佐久間正英       | 8cmCD            | SRCL-4037        |                                    |

### 未発表曲
| 発表   | タイトル     | 備考                                                                             |
| ------ | ------------ | -------------------------------------------------------------------------------- |
| 1997年 | オリジナル曲 | ドラえもんが出演した日産『ラシーン』CMソング。 作曲は小杉保夫が担当。 未音源化。 |

### アルバム

#### オリジナルアルバム
| #                             | 発売日         | タイトル                                 | 規格 | 規格品番  | 備考 |
| URC                           | URC            | URC                                      | URC  | URC       | URC  |
| ----------------------------- | -------------- | ---------------------------------------- | ---- | --------- | ---- |
| 1st                           | 1969年11月10日 | かっこいいことはなんてかっこ悪いんだろう | LP   | URL-1011  |      |
| Sony Records                  |                |                                          |      |           |      |
| 2nd                           | 1994年10月21日 | この世で一番キレイなもの                 | CD   | SRCL-3011 |      |
| 3rd                           | 1995年10月21日 | ひまわりの花                             | CD   | SRCL-3357 |      |
| 4th                           | 1997年11月21日 | 恥ずかしい僕の人生                       | CD   | SRCL-4136 |      |
| Sony Music Associated Records |                |                                          |      |           |      |
| 5th                           | 2000年1月21日  | 歌は歌のないところから聴こえてくる       | CD   | AICT-1172 |      |

#### ミニアルバム
| #            | 発売日         | タイトル       | 規格品番     |
| Sony Records | Sony Records   | Sony Records   | Sony Records |
| ------------ | -------------- | -------------- | ------------ |
| 1st          | 1995年10月21日 | 花のような一瞬 | SRCL-3741    |

#### ライブアルバム
| #                                                         | 発売日           | タイトル                       | 規格品番         |
| CONSIPIO RECORDS                                          | CONSIPIO RECORDS | CONSIPIO RECORDS               | CONSIPIO RECORDS |
| --------------------------------------------------------- | ---------------- | ------------------------------ | ---------------- |
| 1st                                                       | 2002年7月24日    | 言う者は知らず、知る者は言わず | AGCA-1004/5      |
| ビクターエンタテインメント 早川義夫+佐久間正英+HONZI 名義 |                  |                                |                  |
| 2nd                                                       | 2008年09月27日   | I LOVE HONZI                   | VICL-63003       |

### 映像作品
| #                                     | 発売日        | タイトル                        | 規格         | 規格品番     |
| Sony Records                          | Sony Records  | Sony Records                    | Sony Records | Sony Records |
| ------------------------------------- | ------------- | ------------------------------- | ------------ | ------------ |
| 1st                                   | 1995年4月1日  | 早川義夫ライヴ                  | VHS          | SRVM-448     |
| ROOTS MUSIC 早川義夫・佐久間正英 名義 |               |                                 |              |              |
| 2nd                                   | 2005年3月16日 | いい人はいいね、Ces Chiens Live | DVD          | DVDK-100     |

### タイアップ
| 曲名         | タイアップ                                        | 収録作品                 |
| ------------ | ------------------------------------------------- | ------------------------ |
| アメンボの唄 | テレビ朝日系『人気者でいこう!』エンディングテーマ | シングル「アメンボの唄」 |

## 著書
- 『ラブ・ゼネレーション』（自由国民社、1972年／シンコーミュージック、1992年2月、ISBN 4401613996／文遊社、2011年12月、ISBN 978-4892570711）
- 『ぼくは本屋のおやじさん』（晶文社、1982年5月／ちくま文庫、2013年12月、ISBN 978-4480431196）
- 『たましいの場所』（晶文社、2002年7月、ISBN 4794965397／ちくま文庫、2012年12月、ISBN 978-4480430052）
- 『日常で歌うことが何よりステキ』（アイノア、2010年9月、ISBN 978-4881691854）
- 『いやらしさは美しさ』（アイノア、2011年9月、ISBN 978-4881691861）
- 『女ともだち ――靜代に捧ぐ』（筑摩書房、2020年9月、ISBN 978-4480815552／ちくま文庫、2024年3月、ISBN 978-4480439376）
- 『海の見える風景』（文遊社、2023年12月、ISBN 978-4892570797）

## 出演
- 映画　自己表出史「早川義夫」編（1970年）

- テレビ 
  - NHK総合「おやすみ日本 眠いいね!」（2013年1月7日）